# Кімерійський ярус
Кімері́йський я́рус (рос. киммерийский ярус, англ. Cimmerian, нім. Kimmerien n) — нижній ярус середнього пліоцену Чорноморського басейну. Від назви племен кімерійців, які населяли Північне Причорномор'я у 8-7 ст. до н. е.